# SunGard
SunGard (sprich ['sanga:d]) ist ein US-amerikanisches Hochtechnologie-Unternehmen, das sich auf Branchensoftwareprodukte im Finanz- und Bildungsbereich sowie Datensicherheitslösungen spezialisiert hat und in der Finanzsoftwarebranche nach Umsatz weltweit Marktführer ist. Es wird zu den Top 100 der weltweiten IT-Branche gerechnet.

## Gesellschaftsform und -sitz
SunGard besteht aus drei verschachtelten Rechtsentitäten: Der SunGard Data Systems Inc., der SunGard Capital Corp. und der SunGard Capital Corp. II. Die SunGard Data Systems Inc. (“SunGard”) ist indirekt eine 100%ige Tochter der SunGard Capital Corp. II, die wiederum eine Tochter der SunGard Capital Corp. ist. Gründungsort und steuerlicher Sitz von SunGard ist der Landkreis (County) Delaware im US-Bundesstaat Pennsylvania, Sitz der Firmenleitung (principal executive offices) ist in Wayne, einem US-Mail-Postzustellbezirk und einer “unincorporated community” gleichen Namens.  SunGard Data Systems Inc. besitzt wiederum direkt und indirekt weltweit Hunderte von Regionalgesellschaften. In Deutschland sind dies die SunGard Systeme GmbH (zeitweise SunGard Forbatec GmbH), die SunGard Global Trading (Deutschland) GmbH und die SunGard Business Integration GmbH, die alle ihren Sitz in Frankfurt am Main haben. Die Schweizer Tochtergesellschaft, SunGard (Switzerland) SA, hat ihren Sitz in Le Grand-Saconnex im Kanton Genf.

## Geschichte
SunGard entstand 1982 als Ausgründung einer Abteilung der Sun Oil Company. Die Abteilung war in den 1970er Jahren im Rahmen einer Diversifizierungsstrategie von Sun Oil entstanden, die Folge zeitweise sehr niedriger Ölpreise war. Unter den verschiedenen neu gestarteten Aktivitäten Sun Oils war auch eine Abteilung für EDV-Dienstleistung, die ausfallsichere Rechenzentren für Kunden bereitstellte und aus der sich dann SunGard entwickelte. Die Finanzsoftwaresparte entwickelte sich überwiegend aus Zukäufen auf dem Markt führender Finanzsoftwareanbieter. 1986 ging SunGard an die Börse (NYSE-Kürzel: SDS), bis es im August 2005 im Rahmen einer fremdfinanzierten Übernahme für 11,4 Mrd. US-Dollar wieder in private Hände kam. Unter den Kapitalgebern befanden sich Bain Capital Partners, die Blackstone Group, Goldman Sachs, Kohlberg Kravis Roberts & Co., Providence Equity Partners und die Texas Pacific Group.
Im Jahr 2015 wurde SunGuard von Fidelity National Information Services übernommen.

## Produktportfolio
Die SunGard-Strategie bestand von Anfang an darin, zur eigenen Strategie passende profitable Unternehmen aufzukaufen. Zwischen 1986 und 2009 wurden über 160 Übernahmen getätigt und damit eine breite Palette von Lösungsangeboten für die Zielbranchen des Unternehmens geschaffen. Dabei war eine der wesentlichen Herausforderungen und Kostentreiber, die vielen auf völlig verschiedenen technischen Plattformen beruhenden Softwarelösungen interoperabel zu machen. Auch ergaben sich durch die Überschneidungen im Produktportfolio der übernommenen Unternehmen hohe Aufwände für den Parallelbetrieb und die Verschmelzung von Produkten oder Softwaremigrationen für die Kunden. Seit 2005 beruht das SunGard-Geschäft auf folgenden vier großen Säulen:
Availability Services (Datensicherheit inkl. Ausfallrechenzentren und Hochverfügbarkeitslösungen): Dies ist das älteste Geschäftsmodell SunGards, mit dem es 1986 selbständig wurde. Die Anfänge reichen bis in die 1970er Jahre zurück, als die neue Geschäftssparte von Sun Oil Lösungen auf dem Gebiet Datenrettung (Disaster Recovery) entwickelte und ab 1978 anderen Unternehmen anbot. Die nächste Sparte waren Ausfallrechenzentren. Heute bietet SunGard nahezu alles an, was unter den Dachbegriff Datensicherheit gefasst werden kann. Die jüngsten Akquisitionen auf diesem Sektor sind Comdisco (2001), InFlow (2005) und VeriCenter (2007).
Financial Systems (Finanzsoftwaresysteme, zusammengesetzt aus früher getrennten SunGard-Unternehmen, darunter als größtes SunGard Futures Systems mit Sitz in Chicago). Hier bietet SunGard mittlerweile ein unüberschaubares Portfolio an Softwarelösungen für nahezu alle Nischen des Finanzwesens an, von der Gesamtbanksoftware über die Aktienhandelssoftware und Derivateabwicklungssysteme bis hin zu Software für Versicherungsunternehmen. Alleine für den Bereich Investmentbanking hat SunGard weit über 30 spezialisierte Softwaresysteme im Angebot. Die jüngsten Akquisitionen auf diesem Gebiet sind System Access (2006) und Kingstar (2006). Letzteres soll vor allem SunGards Position auf dem Finanzmarkt der VR China stärken helfen. Seit 2007 arbeitet SunGard mit dem deutschen Softwareanbieter SAP zusammen der seit 2005 auch auf dem Bankensektor aktiv ist, und stellt einzelne Finanzlösungen im Bereich Risikomanagement für den Einsatz im SAP-Modul Banking und Schnittstellen zum SAP-Produkt BankAnalyzer bereit.
Higher Education (Software für Hochschulen) mit den jüngsten Erwerbungen Collegis und SCT (beide 2004), bietet Software für Colleges und Universitäten („Digitaler Campus“), v. a. zur Verwaltung und für das sogenannte E-Learning.
Die jüngste Sparte, Public Sector, zielt auf Kunden im Verwaltungssektor, v. a. Schulämter, Nonprofit-Organisationen sowie öffentliche und staatliche Verwaltungsstellen. Sie bietet Software in den Bereichen ERP, Buchhaltung, Personalverwaltung, Rechnungswesen, Projektmanagement und andere und wurde aus sechs SunGard-Käufen gebildet: BiTech (1995), Pentamation (1999), HTE (2003), Software Solutions (2004) und Vivista Holdings Limited (2005), die zuvor im Wesentlichen nur auf dem US-amerikanischen und dem britischen Markt tätig waren.